# Rafaela Santo
Pour les articles homonymes, voir Santo.
Rafaela Espirito Santo, née le 12 décembre 2004, est une nageuse angolaise.

## Carrière
Rafaela Santo remporte aux Championnats d'Afrique de natation 2021 à Accra la médaille de bronze sur 4 × 200 mètres nage libre avec Maria Lopes de Freitas, Catarina Sousa et Lia Ana Lima, battant le record d'Angola datant de 1999 avec un temps de 9 min 14 s 26.
En mars 2024, elle remporte la médaille de bronze sur 1 500 mètres nage libre aux Jeux africains à Accra.